# Јоканшка острва
Јоканшка острва (рус. Йокангские острова) малени је архипелаг у западном делу Свјатоноског залива Баренцовог мора и чини га 8 мањих острва.

## Географија
Острва се налазе уз северну обалу Кољског полуострва, у делу познатом као Мурманска обала и раздвајају естуарско ушће реке Јоканге од отвореног мора. Острва административном припадају затвореном граду Островној и Мурманској области Русије.
Архипелаг Јоканшких острва чине острва Вите, Саљни, Чајачи, Кекур, Медвежи, Перви Осушној, Второј Осушној и Зељони. Од континенталног дела одвојени су Јоканшким пролазом.

## Становништво
Иако су се почетком 20. века на острвима налазиле повремене риболовачке насеобине сва острва су данас ненасељена.